# 43767 Permeke
43767 Permeke este un asteroid din centura principală de asteroizi.

## Descriere
43767 Permeke este un asteroid din centura principală de asteroizi. A fost descoperit pe 13 februarie 1988 la Observatorul La Silla de Eric Walter Elst. Asteroidul prezintă o orbită caracterizată de o semiaxă mare de 2,97 ua, o excentricitate de 0,16 și o înclinație de 7,2° în raport cu ecliptica.